# Bourg-de-Bigorre
Bourg-de-Bigorre ist eine französische Gemeinde mit 196 Einwohnern (Stand 1. Januar 2022) im Département Hautes-Pyrénées in der Region Okzitanien (vor 2016: Midi-Pyrénées). Sie gehört zum Arrondissement Bagnères-de-Bigorre und zum Kanton La Vallée de l’Arros et des Baïses.
Die Einwohner werden Bourgeais und Bourgeaises genannt.

## Geographie
Die Gemeinde Bourg-de-Bigorre liegt am Arros auf dem Plateau von Lannemezan, circa zehn Kilometer südöstlich von Bagnères-de-Bigorre in der historischen Vizegrafschaft Nébouzan.
Umgeben wird Bourg-de-Bigorre von den acht Nachbargemeinden:
| Castillon          | Bonnemazon                                  | Benqué-Molère |
| Bettes             | Kompassrose, die auf Nachbargemeinden zeigt | Sarlabous     |
| Espieilh Esconnets | Escots                                      |               |

## Einwohnerentwicklung

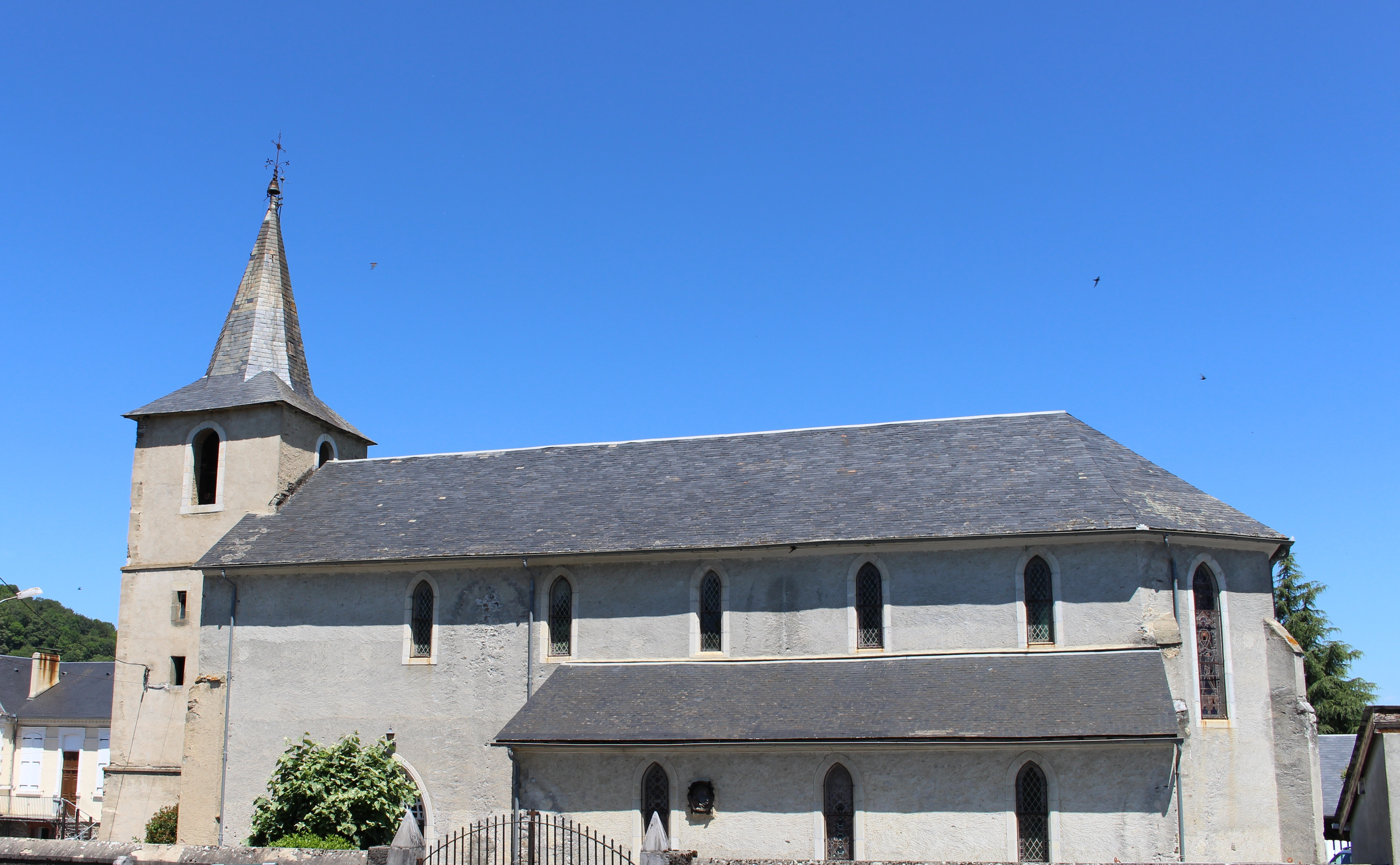
Pfarrkirche Saint-Pierre

Nach Beginn der Aufzeichnungen stieg die Einwohnerzahl bis zur ersten Hälfte des 19. Jahrhunderts auf einen Höchststand von rund 800. In der Folgezeit sank die Größe der Gemeinde bei kurzen Erholungsphasen bis zu den 1990er Jahren auf einen Tiefststand von rund 175. Es folgte eine Phase eines Auf und Ab um eine Einwohnerzahl von rund 190, die bis heute anhält.
| Jahr      | 1962 | 1968 | 1975 | 1982 | 1990 | 1999 | 2006 | 2011 | 2022 |
| --------- | ---- | ---- | ---- | ---- | ---- | ---- | ---- | ---- | ---- |
| Einwohner | 268  | 258  | 231  | 214  | 177  | 182  | 207  | 178  | 196  |

## Sehenswürdigkeiten
- Pfarrkirche Saint-Pierre

## Wirtschaft und Infrastruktur
Bourg-de-Bigorre liegt in den Zonen AOC der Schweinerasse Porc noir de Bigorre und des Schinkens Jambon noir de Bigorre.

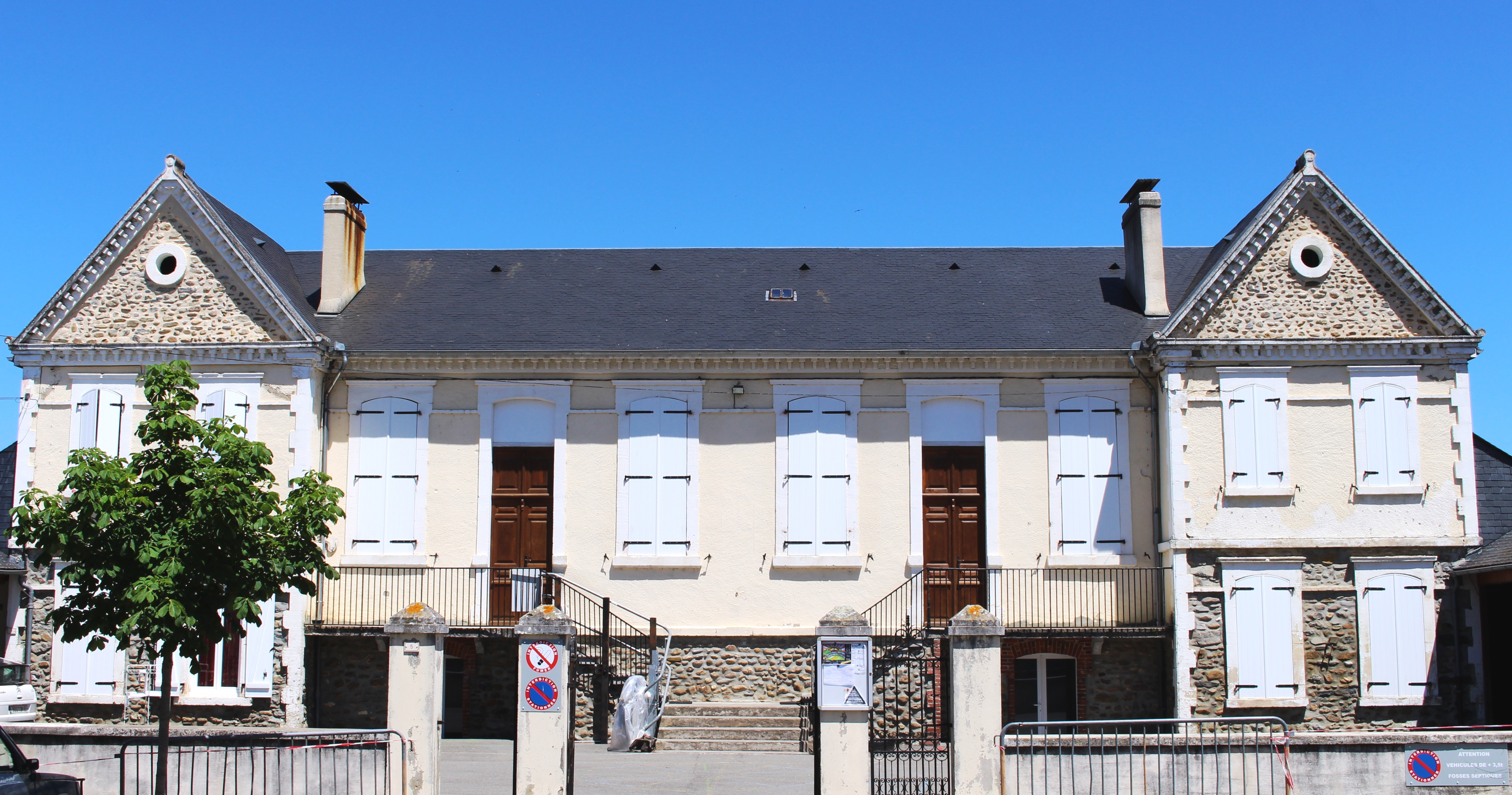
Schulgebäude

### Bildung
Die Gemeinde verfügt über eine öffentliche Vor- und Grundschule mit 50 Schülerinnen und Schülern im Schuljahr 2019/2020.

Logo des Jakobswegs

### Sport und Freizeit
- Der Fernwanderweg GR 78, genannt La voie des Piémonts, führt von Carcassonne nach Saint-Jean-Pied-de-Port auch durch das Zentrum von Bourg-de-Bigorre. Er gilt als Jakobsweg neben den vier Hauptwegen in Frankreich.[7]

- Der regionale Fernwanderweg GR de Pays Tour des Baronnies de Bigorre verläuft parallel zum GR 79 und führt ebenfalls durch das Zentrum der Gemeinde.[8]

### Verkehr
Bourg-de-Bigorre ist erreichbar über die Routes départementales 14, 84, 326 und 484.